# 十恶 (佛教)
十恶，在佛教中指十种严重程度地恶行。含有：一殺生。二不與取。三欲邪行。四虛誑語。五離間語。六麁惡語。七雜穢語。八貪欲。九瞋恚。十邪見。行此十种恶行所造之业称十恶业，会招致地狱、饿鬼和畜生这“三恶道”苦报，也称十恶业道、十不善业道。与之相对的十善。

## 出处
《中阿含·业相应品·思經》记载：
|  | 云何身故作三業，不善與苦果受於苦報？ - 一曰殺生，極惡飲血，其欲傷害，不慈眾生，乃至蜫蟲。 - 二曰不與取，著他財物以偷意取。 - 三曰邪婬，彼或有父所護，或母所護，或父母所護，或姉妹所護，或兄弟所護，或婦父母所護，或親親所護，或同姓所護，或為他婦女，有鞭罰恐怖，及有名假賃至華鬘，親犯如此女。…… 云何口故作四業，不善與苦果受於苦報？ - 一曰妄言，彼或在眾，或在眷屬，或在王家，若呼彼問，汝知便說，彼不知言知，知言不知，不見言見，見言不見，為己為他，或為財物，知已妄言。 - 二曰兩舌（離間語），欲離別他，聞此語彼，欲破壞此，聞彼語此，欲破壞彼，合者欲離，離者復離，而作群黨，樂於群黨，稱說群黨。 - 三曰麤言（惡口），彼若有言，辭氣麤獷，惡聲逆耳，眾所不喜，眾所不愛，使他苦惱，令不得定，說如是言。 - 四曰綺語，彼非時說，不真實說，無義說，非法說，不止息說，又復稱歎不止息事，違背於時而不善教，亦不善訶。…… 云何意故作三業，不善與苦果受於苦報？ - 一曰貪伺，見他財物諸生活具，常伺求望，欲令我得。 - 二曰嫉恚，意懷憎嫉而作是念：『彼眾生者，應殺、應縛、應收、應免、應逐擯出。』其欲令彼受無量苦。 - 三曰邪見，所見顛倒，如是見、如是說：無施、無齋、無有呪說，無善惡業，無善惡業報，無此世彼世，無父無母，世無真人往至善處，善去、善向此世彼世，自知、自覺、自作證，成就遊（具足住）。 |

## 解釋
造業受報可見於《阿含部·分别善恶报应经》：
|  | 爾時佛告長者言：「汝應善聽！一切有情造種種業，起種種惑。眾生業有黑白，果報乃分善惡，黑業三塗受報，白業定感人天。又業有分限，命乃短長。復次補特伽羅有業，多病少病、端嚴醜陋。或復有業，補特伽羅，富貴貧窮、聰明智慧、根鈍愚闇。或復有業，補特伽羅，生三惡趣。或復有業，生欲界人天乃至有頂。……」 爾時佛告長者子言：「有十善業應當修習，若十惡業汝應除斷。」 |

此经中佛陀讲述業有黑白兩種，短命、长命，多病、少病，丑陋、端严，卑贱、富贵，人间恶报、人中胜报，孤贫、大福德，愚钝、大智慧，生天善趣或入三惡趣等恶善果报，其中因十种不同善恶行而得善恶果报。

佛教同时代六師外道沙门团体所持有的見解，為佛教所謂邪见的源頭